# Thomas Wechs
Thomas Wechs (né le 6 mars 1893 à Bad Oberdorf, mort le 21 juillet 1970 à Augsbourg) est un architecte allemand.

## Biographie
Thomas Wechs étudie avec Georg Werner (de) et Robert Vorhoelzer (de) de 1913 à 1914 puis de 1918 à 1921 à la faculté d'architecture de l'université technique de Munich auprès de Theodor Fischer et de Friedrich von Thiersch. Après ses études, il travaille à l'administration postale, pour qui il construit de nombreux bâtiments en Haute-Bavière. Il devient indépendant en 1922. À la fin des années 1920, il construit à Augsbourg le premier immeuble d'appartements en Bavière dans le quartier de Schuberthof.
Wechs se fait un nom dans l'architecture d'église. Cependant, sa sphère d'activité se limite principalement au district de Souabe. Les principes primordiaux sont la lumière et l'espace. Dans l'urbanisme, il privilégie le piéton à l'automobile.
Il ne rejoint pas le parti nazi, ce qui lui permet de devenir professeur après la guerre. En 1963, il est décoré de l'Ordre bavarois du Mérite en 1963 et de l'ordre de Saint-Sylvestre en 1968.

## Œuvre

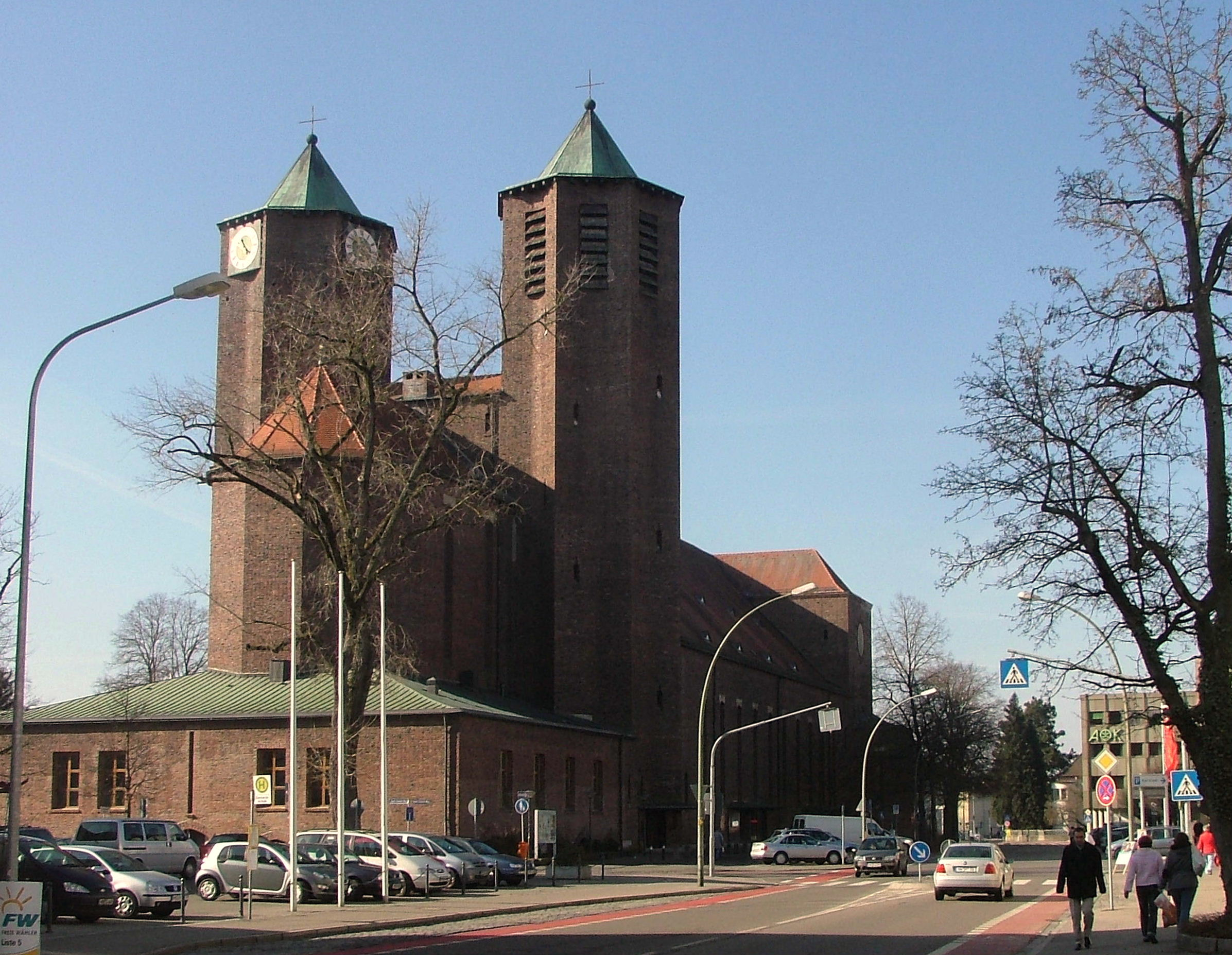
Église Saint-Joseph de Memmingen

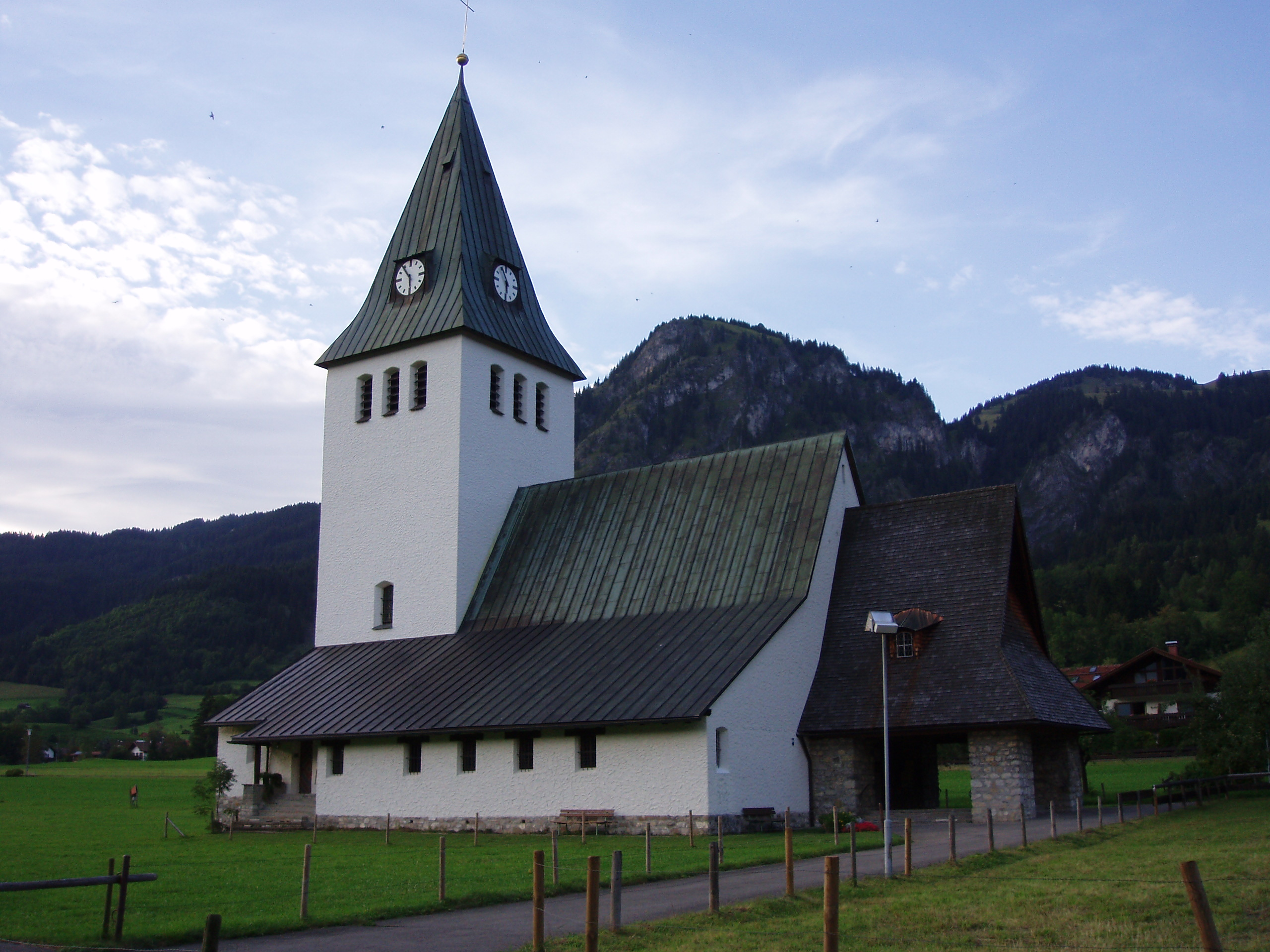
Église Notre-Dame-et-Saint-Josse de Hindelang

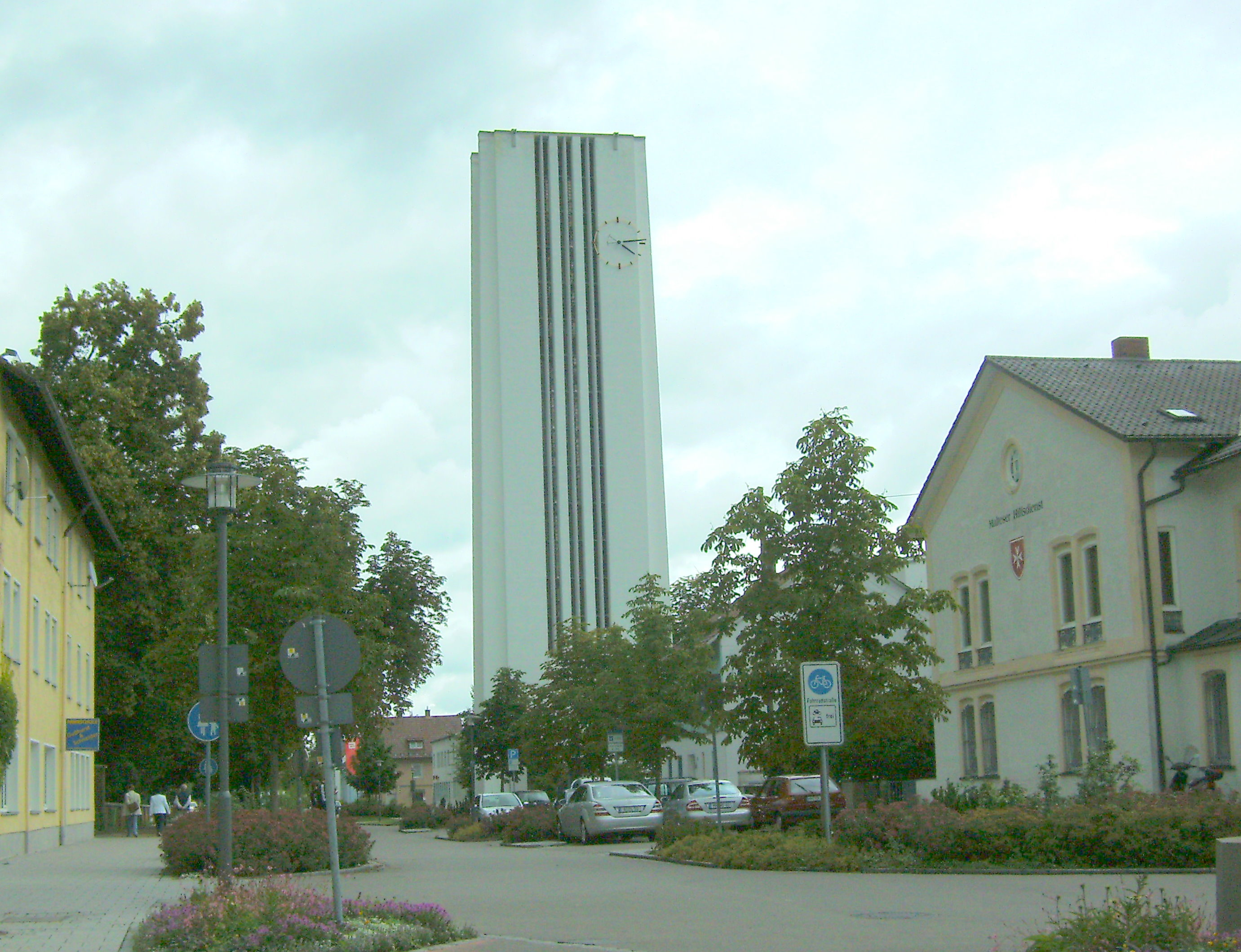
Église de l'Assomption de Memmingen

- 1922: Bureau de poste de Bad Hindelang
- 1922: Bureau de poste de Fischen im Allgäu
- 1922: Bureau de poste d'Augsbourg-Pfersee
- 1923–1924: Monument aux morts de la guerre (avec Eberhard Finsterwalder et Karl Knappe (de))
- 1926: Projet pour le centre culturel et sportif d'Augsbourg
- 1927–1929: Église Saint-Joseph (de) de Memmingen (avec Michael Kurz (de))
- 1928: Stadthalle Memmingen
- 1928–1929: Schuberthof, Augsbourg
- 1929: Monument aux morts de Kempten (Allgäu)
- 1930–1931: Lessinghof, Augsbourg
- 1932: Église Sainte-Croix d'Oberpfaffenhofen
- 1934: Église St. Wolfgang d'Augsbourg
- 1936: Église St. Joseph de Lindau-Reutin
- 1936: Maison du professeur Koelle à Munich
- 1938: Église du Christ-Roi de Weßling
- 1938: Chapelle Notre-Dame-et-Saint-Josse de Hindelang
- 1938: Église Saint-Jean-Baptiste d'Althegnenberg
- 1939–1948: Église Saint-Jude d'Augsbourg-Kriegshaber
- 1948–1954: Reconstruction de l'église St-Michel de Schwabmünchen
- 1949–1951: Rosenaustadion à Augsbourg
- 1953: Église Sainte-Marie de Stadtbergen
- 1953: Église Saint-Gilles de Neusäß
- 1954–1958: Église Sainte-Marie de Lindau-Zech (avec Wechs jun.)
- 1955: Église du Saint-Esprit d'Augsbourg-Hochzoll
- 1957: Église du Sacré-Cœur de Neugablonz
- 1958: Église de l'Assomption de Memmingen
- 1958/59: Extension de l'église Saint-Martin de Pfaffenhofen an der Roth
- 1959–61: Église Saint-Rédempteur d'Augsbourg-Göggingen
- 1962: Église Saint-Jean-Bosco (de) d'Augsbourg
- 1963: Maison de retraite diocésaine Saint-Paul de Leitershofen
- 1969: Église du Saint-Esprit d'Oberjoch (avec Wechs jun.)